# Kirk Douglas
Kirk Douglas, születési nevén belaruszul: Ісур Данілавіч Дземскі, átírva: Iszur Danyilavics Dzemszki (Amsterdam, New York, 1916. december 9. – Beverly Hills, Kalifornia, 2020. február 5.) Golden Globe-díjas fehérorosz származású amerikai színész és producer. Fia, Michael Douglas szintén színész és producer. Kirk Douglas a tizenhetedik az Amerikai Filmintézet AFI's 100 Years... 100 Stars című, a 100 legnagyobb férfi filmlegendát felsoroló listáján.

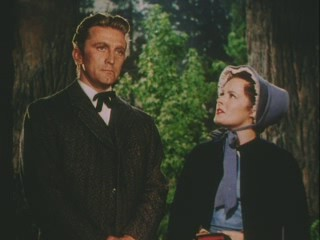
Az 1952-es Nagy fák című filmben

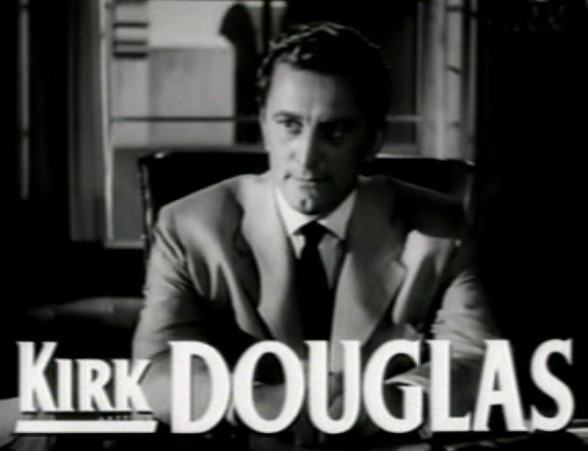
Az 1952-es A rossz és a szép című filmben

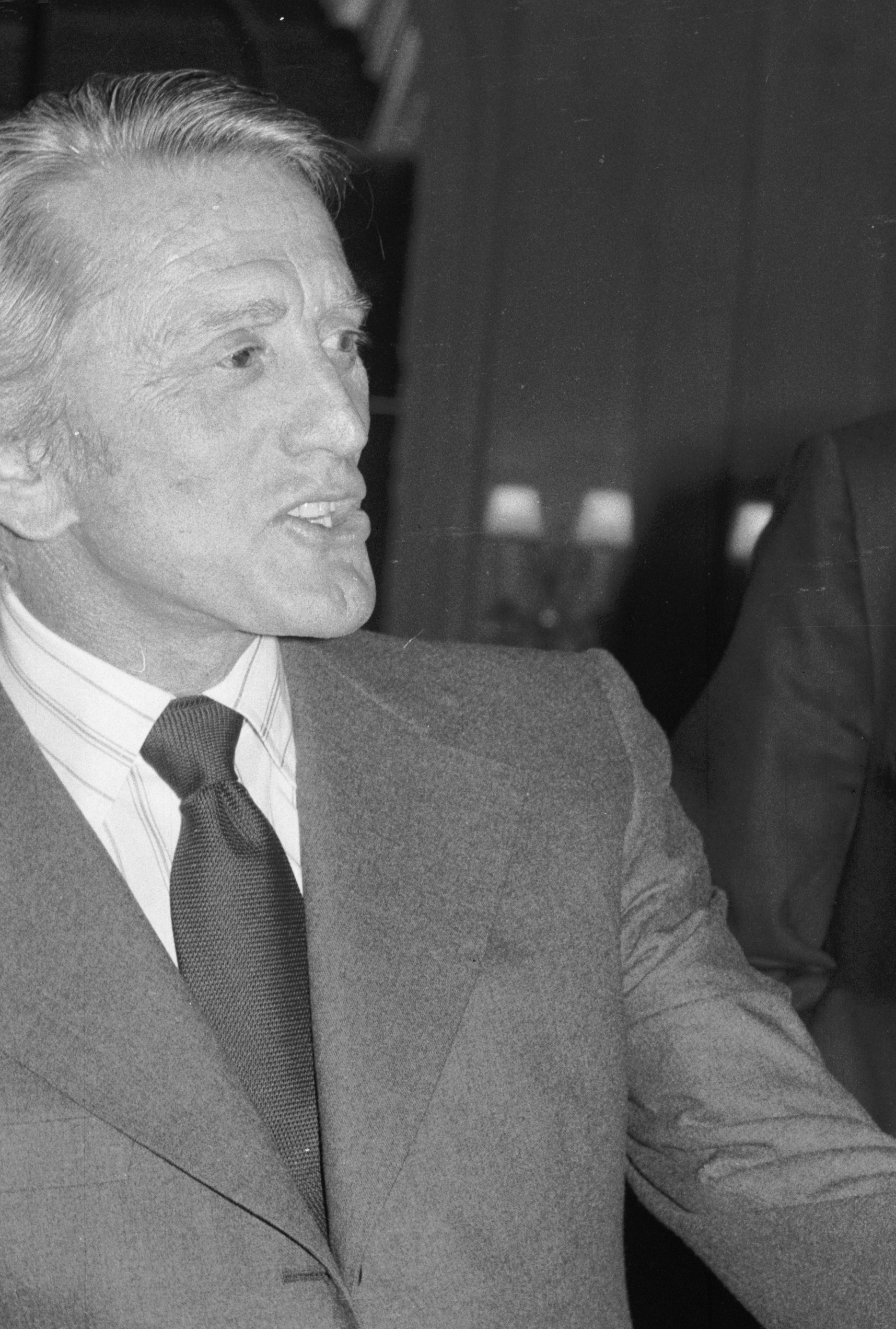
1978-ban

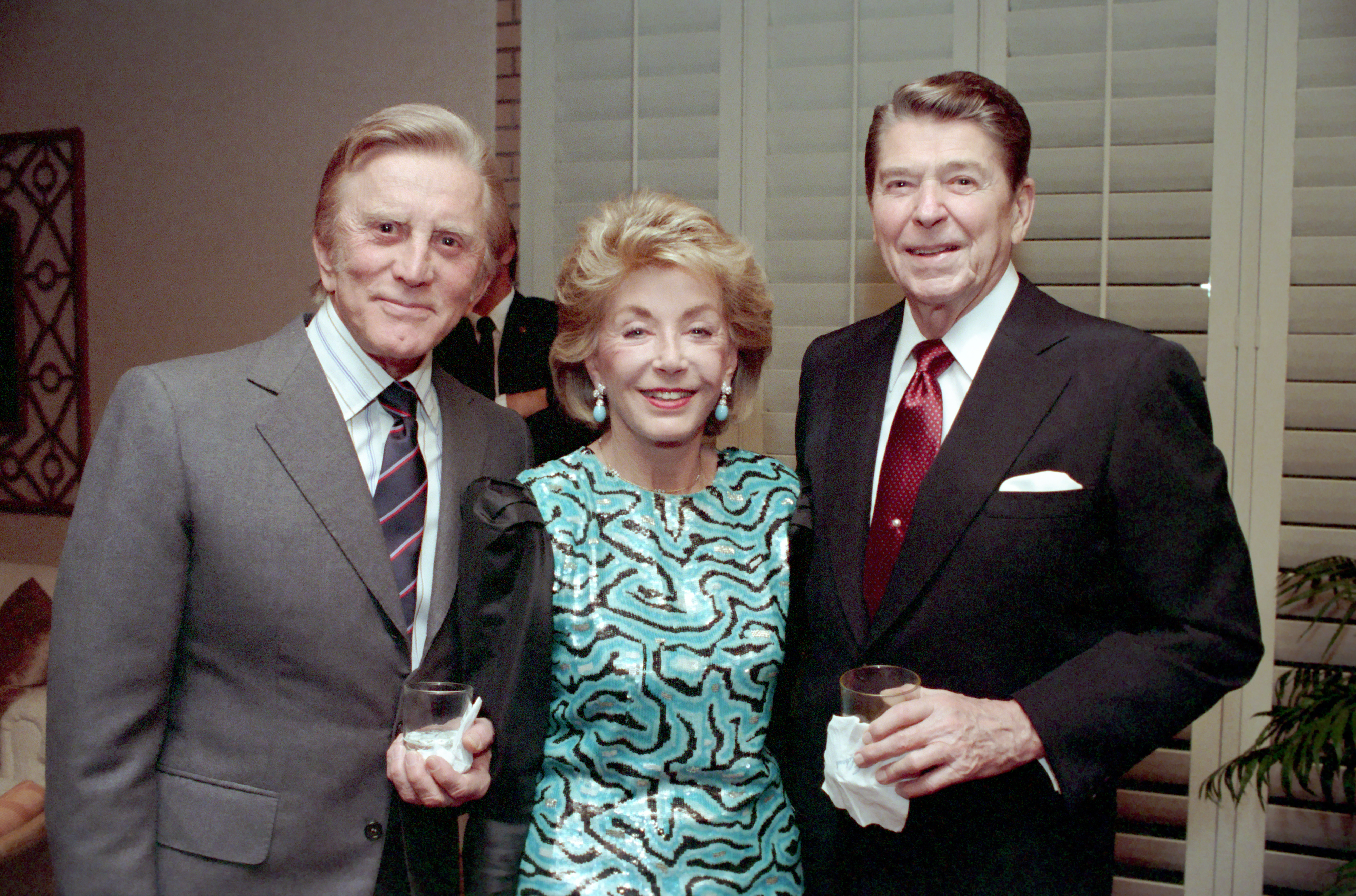
1987-ben feleségével és Ronald Reagannel

## Élete és pályafutása
Kirk Douglas a New York állambeli Amsterdamban született Issur Danielovitch Demsky néven; Oroszországból bevándorolt hétgyermekes zsidó család egyedüli fiaként. Nehéz gyermekkora ellenére kiválóan tanult, sportolt, az egyetemen birkózásban és színjátszásban is jeleskedett. New Yorkban az Amerikai Színművészeti Akadémia diákja volt, közben több mint ötven különböző munkahelyen dolgozott, hogy előteremtse a tandíjat.
Az 1930-as évek végén, amikor színpadi pályafutása elindult, változtatta nevét Kirk Douglasre. Amerika hadba lépése után, 1941-ben bevonult a haditengerészethez, a színpadra csak 1945-ben tért vissza. A következő évben kezdődött filmes pályafutása, melynek során mindvégig sikerült elkerülnie a beskatulyázást, drámai hősöket, romantikus és modern figurákat egyaránt hitelesen személyesített meg, alakításait a természetesség mellett lélektani elmélyültség jellemezte. 1949-ben játszott először Burt Lancaster oldalán, legendás párosuk hét kasszasikert eredményezett (köztük az Újra szól a hatlövetű című westernnel vagy a Hét májusi nap című politikai thrillerrel), az utolsó a sorban a Kemény fickók (1986) volt.
70. életévén túl regényíróként is megmérette magát. 1988-tól kezdve tucatnyi könyve jelent meg.

## Magánélete és egészsége
Douglas kétszer házasodott, először Diana Dill-lel, 1943. november 2-án. 1951-ben elváltak. Házasságuk alatt két fiuk született: Michael Douglas színész és Joel Douglas producer.
Ezt követően Párizsban találkozott második nejével, Anne Buydens producerrel (született Hannelore Marx, 1919. április 23-án, Hannoverben, elhunyt 2021. április 29-én), a Lust for Life (A nap  szerelmese) külső helyszíni forgatásán. 1954. május 29-én házasodtak meg. 2014-ben ünnepelték gyémántlakodalmukat a Beverly Hills-i Greystone Mansionban.
Douglasnek ebből a házasságából szintén két fia született: Peter Douglas producer és Eric Douglas színész. Eric 2004. július 6-án meghalt alkohol és receptre kapható gyógyszerek véletlen túladagolása miatt.
1996. január 28-án súlyos stroke-ot kapott, ami csökkentette a beszédkészségét. Az orvosok elmondták a feleségének, hogy ha nincs gyors javulás, ez valószínűleg állandósul. A több hónapig tartó beszéd-nyelvterápiás kezelés után beszédkészsége visszajött, bár utána is korlátozott szinten tudott csak beszélni. Két hónappal később, márciusban azonban át tudta venni a tiszteletbeli Oscar-díjat, és köszönetet tudott mondani a közönségnek.
A stroke-jával kapcsolatos tapasztalatáról írt is egy könyvet, a „My Luck of Luck”-ot, abban a reményben, hogy mások számára útmutató lesz, hogyan kell kezelni családban a stroke-ban szenvedő beteget.
2016. december 9-én 100. születésnapját a Beverly Hills Hotelben ünnepelte családja és számos barátja társaságában, köztük volt Don Rickles, Jeffrey Katzenberg, Steven Spielberg, felesége Anne, Michael fia és menye Catherine Zeta-Jones.
Kirk Douglas 100 éves kora után is megjelent a nyilvánosság előtt. A 2018-as Golden Globe  díjátadón állva tapsolta a közönség a színészlegendát.
Kirk Douglas 2020. február 5-én, 103 évesen hunyt el szerettei körében.

## Filmszerepei
| Év   | Cím                          | Eredeti cím                                        | Szerep                        |
| ---- | ---------------------------- | -------------------------------------------------- | ----------------------------- |
| 1946 | Martha Ivers furcsa szerelme | The Strange Love of Martha Ivers                   | Walter O'Neil                 |
| 1947 | Kísért a múlt                | Out of the Past                                    | Whit Sterling                 |
| 1947 | Amerikai Elektra             | Mourning Becomes Electra                           | Peter Niles                   |
| 1947 | Magányos farkas              | I Walk Alone                                       | Noll Turner                   |
| 1948 |                              | The Walls of Jericho                               | Tucker Wedge                  |
| 1949 | Kedves titkárnőm             | My Dear Secretary                                  | Owen Waterbury                |
| 1949 | Egy levél három asszonynak   | A Letter to Three Wives                            | George Phipps                 |
| 1949 |                              | Champion                                           | Michael „Midge” Kelly         |
| 1950 | A trombitás fiatalember      | Young Man with a Horn                              | Rick Martin                   |
| 1950 | Üvegfigurák                  | The Glass Menagerie                                | Jim O’Connor                  |
| 1951 |                              | Along the Great Divide                             | Marshal Len Merrick           |
| 1951 | A nagy karnevál              | Ace in the Hole                                    | Chuck Tatum                   |
| 1951 | Detektívtörténet             | Detective Story                                    | Det. James McLeod             |
| 1952 | Nagy fák                     | The Big Trees                                      | Jim Fallon                    |
| 1952 | Határtalan horizont          | The Big Sky                                        | Jim Deakins                   |
| 1952 | A szörnyeteg és a szépség    | The Bad and the Beautiful                          | Jonathan Shields              |
| 1953 |                              | The Story of Three Loves                           | Pierre Narval                 |
| 1953 |                              | The Juggler                                        | Hans Muller                   |
| 1953 | Kegyelemlövés                | Act of Love                                        | Robert Teller                 |
| 1954 | Némó kapitány                | 20,000 Leagues Under the Sea                       | Ned Land                      |
| 1955 |                              | The Racers                                         | Gino Borgesa                  |
| 1955 | Odüsszeusz                   | Ulisse                                             | Ulysses                       |
| 1955 | A késleltetett bosszú        | Man Without a Star                                 | Dempsey Rae                   |
| 1955 | Az indián harcos             | The Indian Fighter                                 | Johnny Hawks                  |
| 1956 | A nap szerelmese             | Lust for Life                                      | Vincent van Gogh              |
| 1957 |                              | Top Secret Affair                                  | Maj. Gen. Melville A. Goodwin |
| 1957 | Újra szól a hatlövetű        | Gunfight at the O.K. Corral                        | Dr. John 'Doc' Holliday       |
| 1957 | A dicsőség ösvényei          | Paths of Glory                                     | Dax ezredes                   |
| 1958 | Vikingek                     | The Vikings                                        | Einar                         |
| 1959 | Utolsó vonat Gun Hillből     | Last Train from Gun Hill                           | Matt Morgan seriff            |
| 1959 |                              | The Devil's Disciple                               | Richard Dudgeon               |
| 1960 |                              | Strangers When We Meet                             | Larry Coe                     |
| 1960 | Spartacus                    | Spartacus                                          | Spartacus                     |
| 1961 |                              | Town Without Pity                                  | Maj. Steve Garrett            |
| 1961 | Az utolsó napnyugta          | The Last Sunset                                    | Brendan 'Bren' O'Malley       |
| 1962 | Az utolsó cowboy             | Lonely Are the Brave                               | John W. "Jack" Burns          |
| 1962 | Egy amerikai Rómában         | Two Weeks in Another Town                          | Jack Andrus                   |
| 1963 | A csapda                     | The Hook                                           | P. J. Briscoe őrmester        |
| 1963 | Adrian Messenger listája     | The List of Adrian Messenger                       | George Brougham               |
| 1963 |                              | For Love or Money                                  | Donald Kenneth 'Deke' Gentry  |
| 1964 | Hét májusi nap               | Seven Days in May                                  | Martin 'Jiggs' Casey          |
| 1965 | Szemben az árral             | In Harm's Way                                      | Eddington                     |
| 1965 | Telemark hősei               | The Heroes of Telemark                             | Dr. Rolf Pedersen             |
| 1966 | Az óriás árnyéka             | Cast a Giant Shadow                                | David "Mickey" Marcus ezredes |
| 1966 | Párizs ég?                   | Is Paris Burning?                                  | George S. Patton Jr.          |
| 1967 | Távoli nyugat                | The Way West                                       | William J. Tadlock            |
| 1967 | Rabold el az aranyat!        | The War Wagon                                      | Lomax                         |
| 1968 |                              | Once Upon a Wheel                                  | Önmaga                        |
| 1968 |                              | A Lovely Way to Die                                | Jim Schuyler                  |
| 1968 | Testvérek                    | The Brotherhood                                    | Frank Ginetta                 |
| 1969 | A megegyezés                 | The Arrangement                                    | Eddie Anderson                |
| 1970 | Volt egyszer egy gazember    | There Was a Crooked Man...                         | Paris Pittman Jr.             |
| 1971 |                              | To Catch a Spy                                     | Andrej                        |
| 1971 |                              | The Light at the Edge of the World                 | Denton                        |
| 1971 | Pisztolypárbaj               | A Gunfight                                         | Will Tenneray                 |
| 1972 | Kettős bűntény Hamburgban    | The Master Touch                                   | Steve Wallace                 |
| 1973 |                              | Scalawag                                           | Peg                           |
| 1973 |                              | Dr. Jekyll and Mr. Hyde                            | Dr. Jekyll / Mr. Hyde         |
| 1974 |                              | Mousey                                             | George Anderson               |
| 1975 | Lázadás a prérin             | Posse                                              | Howard Nightingale            |
| 1975 |                              | Once Is Not Enough                                 | Mike Wayne                    |
| 1976 | Győzelem Entebbénél          | Victory at Entebbe                                 | Hershel Vilnofsky             |
| 1977 |                              | Holocaust 2000                                     | Robert Caine                  |
| 1978 | Őrjöngés                     | The Fury                                           | Peter Sandza                  |
| 1979 | Kaktusz Jack                 | The Villain                                        | Kaktusz Jack                  |
| 1980 | Hármas számú űrbázis         | Saturn 3                                           | Adam                          |
| 1980 |                              | Home Movies                                        | Dr. Tuttle                    |
| 1980 | Végső visszaszámlálás        | Final Countdown                                    | Matthew Yelland kapitány      |
| 1982 | A vadon törvénye             | The Man from Snowy River                           | Harrison                      |
| 1982 |                              | Remembrance of Love                                | Joe Rabin                     |
| 1983 | A szökés                     | Eddie Macon's Run                                  | Carl 'Buster' Marzack         |
| 1984 | Pisztolyhősök                | Draw!                                              | Harry H. Holland              |
| 1985 |                              | Amos                                               | Amos Lasher                   |
| 1986 | Kemény fickók                | Tough Guys                                         | Archie Long                   |
| 1987 | Queenie                      | Queenie                                            | David Konig                   |
| 1988 |                              | Inherit the Wind                                   | Matthew Harrison Brady        |
| 1991 | Oscar                        | Oscar                                              | Eduardo Provolone             |
| 1991 | Mesék a kriptából III.       | Tales from the Crypt                               | General Kalthrob              |
| 1991 |                              | Veraz                                              | Quentin                       |
| 1992 | A titok                      | The Secret                                         | Mike Dunmore                  |
| 1994 |                              | A Century of Cinema                                | Önmaga                        |
| 1994 | A pénz boldogít              | Greedy                                             | Joe McTeague                  |
| 1999 | Gyémántok                    | Diamonds                                           | Harry Agensky                 |
| 2000 | Angyali érintés              | Touched by an Angel                                | Ross Burger                   |
| 2003 | Túl nagy család              | It Runs in the Family                              | Mitchell Gromberg             |
| 2004 |                              | Illusion                                           | Donald Baines                 |
| 2007 |                              | AFI Life Achievement Award: A Tribute to Al Pacino | Önmaga                        |
| 2008 |                              | Meurtres à l'Empire State Building                 | Jim Kovalski                  |

## Magyarul megjelent művei
- Aki lepaktált az ördöggel; ford. Greskovits Endre; Európa, Bp., 1993
- Aki után nem jön más; ford. Vitay Gergely; Ferenczy, Bp., 1994
- Az utolsó tangó Brooklynban; ford. Káldos Zsolt; Magyar Könyvklub–Officina Nova, Bp., 1995 (Kobra könyvek)

## Díjak, jelölések
- Golden Globe-díj (1957) – Legjobb színész – drámai kategória – A nap szerelmese
- Oscar-díj (1957) – Legjobb férfi főszereplő jelölés – A nap szerelmese

## Családfa
|               |               |               |               |                 |                 |                 |                 | Diana Dill      | Diana Dill      | Diana Dill      | Diana Dill      | Diana Dill            | Diana Dill            |                       |                       |                       |                       |                      |                      |                      |                      |                    |                    |                    |                    | Kirk Douglas | Kirk Douglas | Kirk Douglas | Kirk Douglas | Kirk Douglas | Kirk Douglas |               |               |               |               |               |               |  |  |              |              |              |              |              |              | Anne Buydens | Anne Buydens | Anne Buydens | Anne Buydens | Anne Buydens | Anne Buydens |
|               |               |               |               |                 |                 |                 |                 | Diana Dill      | Diana Dill      | Diana Dill      | Diana Dill      | Diana Dill            | Diana Dill            |                       |                       |                       |                       |                      |                      |                      |                      |                    |                    |                    |                    | Kirk Douglas | Kirk Douglas | Kirk Douglas | Kirk Douglas | Kirk Douglas | Kirk Douglas |               |               |               |               |               |               |  |  |              |              |              |              |              |              | Anne Buydens | Anne Buydens | Anne Buydens | Anne Buydens | Anne Buydens | Anne Buydens |
|               |               |               |               |                 |                 |                 |                 |                 |                 |                 |                 |                       |                       |                       |                       |                       |                       |                      |                      |                      |                      |                    |                    |                    |                    |              |              |              |              |              |              |               |               |               |               |               |               |  |  |              |              |              |              |              |              |              |              |              |              |              |              |
|               |               |               |               |                 |                 |                 |                 |                 |                 |                 |                 |                       |                       |                       |                       |                       |                       |                      |                      |                      |                      |                    |                    |                    |                    |              |              |              |              |              |              |               |               |               |               |               |               |  |  |              |              |              |              |              |              |              |              |              |              |              |              |
|               |               |               |               |                 |                 |                 |                 |                 |                 |                 |                 |                       |                       |                       |                       |                       |                       |                      |                      |                      |                      |                    |                    |                    |                    |              |              |              |              |              |              |               |               |               |               |               |               |  |  |              |              |              |              |              |              |              |              |              |              |              |              |
| Diandra Luker | Diandra Luker | Diandra Luker | Diandra Luker | Diandra Luker   | Diandra Luker   |                 |                 | Michael Douglas | Michael Douglas | Michael Douglas | Michael Douglas | Michael Douglas       | Michael Douglas       |                       |                       | Catherine Zeta-Jones  | Catherine Zeta-Jones  | Catherine Zeta-Jones | Catherine Zeta-Jones | Catherine Zeta-Jones | Catherine Zeta-Jones |                    |                    | Joel Douglas       | Joel Douglas       | Joel Douglas | Joel Douglas | Joel Douglas | Joel Douglas |              |              | Peter Douglas | Peter Douglas | Peter Douglas | Peter Douglas | Peter Douglas | Peter Douglas |  |  | Eric Douglas | Eric Douglas | Eric Douglas | Eric Douglas | Eric Douglas | Eric Douglas |              |              |              |              |              |              |
| Diandra Luker | Diandra Luker | Diandra Luker | Diandra Luker | Diandra Luker   | Diandra Luker   |                 |                 | Michael Douglas | Michael Douglas | Michael Douglas | Michael Douglas | Michael Douglas       | Michael Douglas       |                       |                       | Catherine Zeta-Jones  | Catherine Zeta-Jones  | Catherine Zeta-Jones | Catherine Zeta-Jones | Catherine Zeta-Jones | Catherine Zeta-Jones |                    |                    | Joel Douglas       | Joel Douglas       | Joel Douglas | Joel Douglas | Joel Douglas | Joel Douglas |              |              | Peter Douglas | Peter Douglas | Peter Douglas | Peter Douglas | Peter Douglas | Peter Douglas |  |  | Eric Douglas | Eric Douglas | Eric Douglas | Eric Douglas | Eric Douglas | Eric Douglas |              |              |              |              |              |              |
|               |               |               |               |                 |                 |                 |                 |                 |                 |                 |                 |                       |                       |                       |                       |                       |                       |                      |                      |                      |                      |                    |                    |                    |                    |              |              |              |              |              |              |               |               |               |               |               |               |  |  |              |              |              |              |              |              |              |              |              |              |              |              |
|               |               |               |               |                 |                 |                 |                 |                 |                 |                 |                 |                       |                       |                       |                       |                       |                       |                      |                      |                      |                      |                    |                    |                    |                    |              |              |              |              |              |              |               |               |               |               |               |               |  |  |              |              |              |              |              |              |              |              |              |              |              |              |
|               |               |               |               |                 |                 |                 |                 |                 |                 |                 |                 |                       |                       |                       |                       |                       |                       |                      |                      |                      |                      |                    |                    |                    |                    |              |              |              |              |              |              |               |               |               |               |               |               |  |  |              |              |              |              |              |              |              |              |              |              |              |              |
|               |               |               |               | Cameron Douglas | Cameron Douglas | Cameron Douglas | Cameron Douglas | Cameron Douglas | Cameron Douglas |                 |                 | Dylan Michael Douglas | Dylan Michael Douglas | Dylan Michael Douglas | Dylan Michael Douglas | Dylan Michael Douglas | Dylan Michael Douglas |                      |                      | Carys Zeta Douglas   | Carys Zeta Douglas   | Carys Zeta Douglas | Carys Zeta Douglas | Carys Zeta Douglas | Carys Zeta Douglas |              |              |              |              |              |              |               |               |               |               |               |               |  |  |              |              |              |              |              |              |              |              |              |              |              |              |